# ZB vz. 60
La Zb vz. 60 era una ametralladora pesada checoslovaca, diseñada por la Zbrojovka Brno durante la década de 1930.

## Historial de combate
Las ametralladoras obtenidas en marzo de 1939 después de la ocupación alemana de Checoslovaquia entraron en servicio con las Wehrmacht con la designación 15 mm FlaMG 39(t); las ametralladoras capturadas a los yugoslavos recibieron la designación 15 mm FlaMG 490(j). Los alemanes las emplearon como cañones antiaéreos ligeros durante la Segunda Guerra Mundial. Los británicos desarrollaron su propia 15 mm Besa Mk I a partir de la ZB vz. 60 como armamento de sus automóviles blindados y tanques ligeros. 

## Usuarios
- Checoslovaquia
- Alemania nazi
- Eslovaquia
- Yugoslavia